# バッファロー (ニューヨーク州)
バッファロー（英: Buffalo）は、アメリカ合衆国ニューヨーク州北西部エリー郡の都市。カナダ国境に近い。人口は27万8349人（2020年）でニューヨーク州第2の都市である。都市圏人口は約112万人。
同名の都市はアメリカ国内に多数存在するが、そのうち最多の人口を抱え、知名度が最も高い都市である。
同市は五大湖のひとつエリー湖の東端に接し、ナイアガラ川の始点をもつ。ナイアガラ川はナイアガラ滝を経てオンタリオ湖に達する短い川である。バッファローはアメリカ側におけるナイアガラ観光の拠点として機能している。また、エリー湖とハドソン川を結ぶエリー運河の起点でもあり、五大湖の水上交通においても重要な都市である。
同市はまた、文化・教育・医療の中心地でもある。一時は主要産業であった鉄鋼、製粉業の衰退によって治安悪化と市街地荒廃が深刻となっていたが、近年の市街地再開発と医療、教育分野の育成が実を結び、今日では大都市でも治安はかなりいい方に数えられる。2020年アメリカ合衆国国勢調査によれば、バッファロー市民の貧困率は約27パーセントで全米平均値11パーセントよりかなり高かった。
市の名前は、地元を流れる小川の名に由来する。これは一般にはフランス語 beau fleuve （美しい流れ）が転訛したものと考えられている。

## 歴史
この地方におけるヨーロッパ人の定住は、1758年のフランス人による入植地が最初とされている。バッファロー川の河口に築かれたこの入植地一帯は、現在はエリー郡となっている。しかし、この入植地はイギリスの攻撃により崩壊した。
1789年にアメリカ独立戦争の退役兵が初めてバッファローに入植した。丸太小屋を建て地元のアメリカ先住民と交易しつつ生活した。バッファロー周辺は1801年に始まるオランダ土地会社の売却対象となった。その結果、1811年には500人ほどが居住する村となった。1808年にはニューヨーク州ナイアガラ郡（現在のエリー郡を含む）が設置され、バッファローはその郡都となった。
1812年に始まった米英戦争では、1813年12月30日にイギリス軍とアメリカ先住民の連合軍による攻撃を受け、多くの建物が焼失した。バッファローは1816年に町に昇格した。
1825年にエリー運河が開通すると、バッファローはニューヨーク市と水路により直結され、その商業上の価値を増した。このとき約2400人だったバッファローの人口は急速に増加し、1832年に市に昇格した時の人口は1万人を超えた。
奴隷解放運動時代、バッファローはいわゆる「地下鉄道」の終着点であった。南部から脱出した黒人奴隷たちは、バプテスト教会に匿われたのち、フェリーでカナダ・オンタリオ州のフォートエリーへ逃亡して自由の身となった。
1875年、バッファロー動物園が開園した。全米で3番目に古い歴史を持つ。
ナイアガラ川は全長56kmの短い川だが、標高差が99mと大きく水力発電に適していた。1895年に完成したアダムス発電所は豊富な電力を供給し、バッファローが工業都市へと発展する原動力となった。
20世紀初頭のバッファローは、アイルランド、イタリア、ドイツ、ポーランドからの移民の定住地となり、人口50万人のアメリカの主要都市のひとつとなった。
1927年にはピース・ブリッジによりカナダのフォートエリー市と結ばれた。これは当時の一大国家事業であり、開通式には英国側からイギリス皇太子（後のエドワード8世）、弟ジョージ (ケント公)、イギリス首相、およびカナダ首相が、米国側からは副大統領およびニューヨーク州知事が出席した。

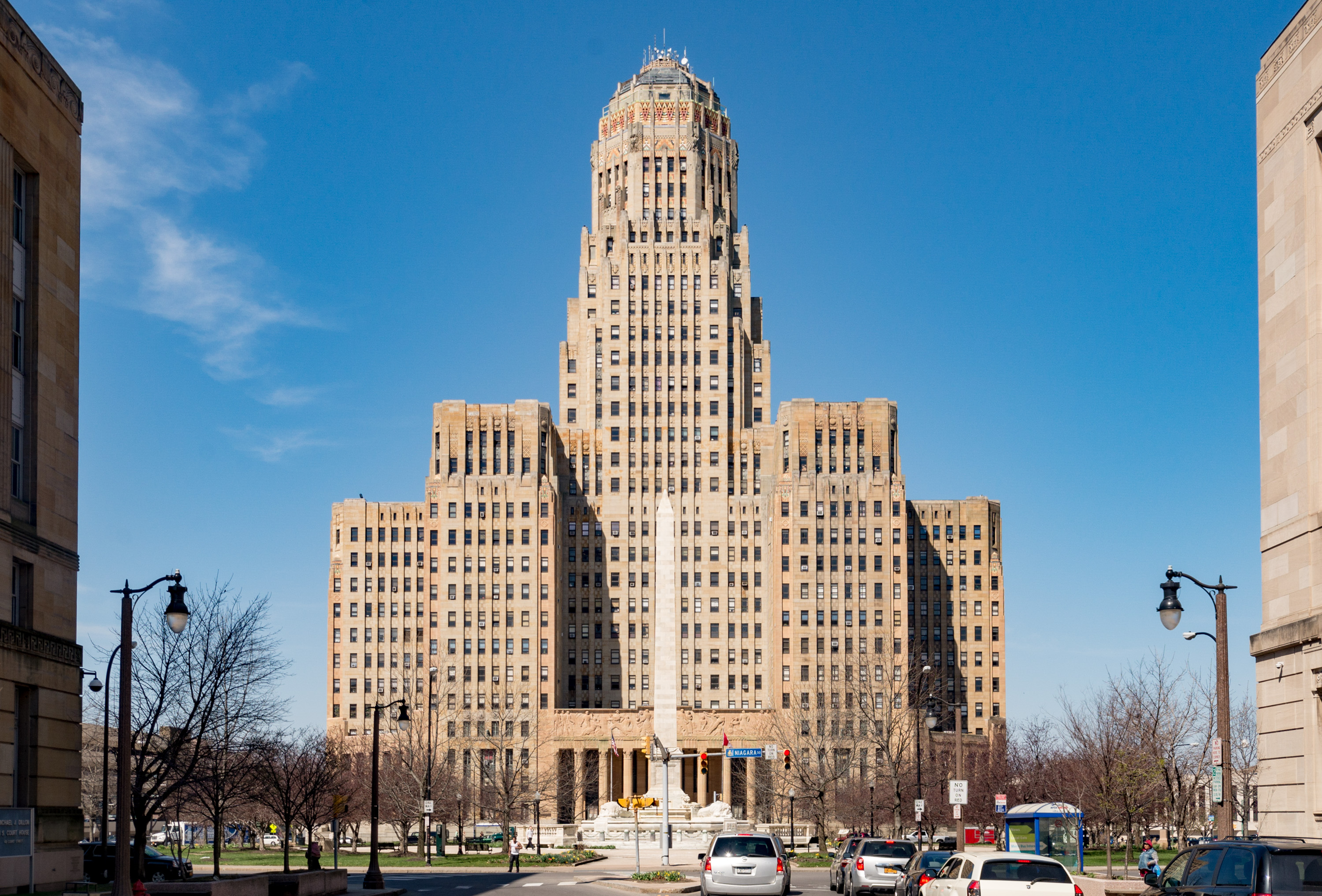
バッファロー市庁舎

1932年にバッファロー市庁舎が建築された。30階建てで、展望デッキからはエリー湖を含む眺望が得られる。
バッファローに所縁のあるアメリカ大統領には、大統領就任前にバッファロー住民だったミラード・フィルモア、バッファロー市長を務めたグロヴァー・クリーヴランド、バッファローで1901年9月5日に狙撃されたウィリアム・マッキンリー、通常はワシントンで行われる大統領就任式を1901年9月14日にバッファローで行ったセオドア・ルーズヴェルトがいる。

## 地理
バッファローはエリー湖の東端に位置している。北緯42度54分17秒、西経78度50分58秒 (42.904657, -78.849405)に位置し、帯広市や釧路市（ともに北海道）とほぼ同緯度にある。同市はアメリカ合衆国内の他の主要都市よりカナダのトロント市に地理的に近い。同市はカナダ・オンタリオ州フォートエリー市の反対側にあたる。
アメリカ合衆国統計局によると、バッファロー市は総面積136.0km2 (52.5mi2) である。このうち105.2 km2 (40.6 mi2) が陸地で30.8 km2 (11.9 mi2) が水域である。総面積の22.66%が水域となっている。
気候は冬季は寒冷であり、湖水効果による雪の影響から年間降雪量は244.1cmと全米有数の積雪量となっている。

## 産業
バッファローはナイアガラ川の電力を利用した工業が盛んである。とりわけ、20世紀初頭では鉄鋼都市として知られ、数カ所の製鉄所が煙を上げていた。また、製粉工業でも知られ、穀物倉庫が多い。その他、化学、電器・機械工業などがあるが、今日では地位が低下している。

## 交通

### 空港
市の玄関口となっている空港はバッファロー国際空港である。アメリカ国内線およびカナダへの便が発着する。

### 鉄道

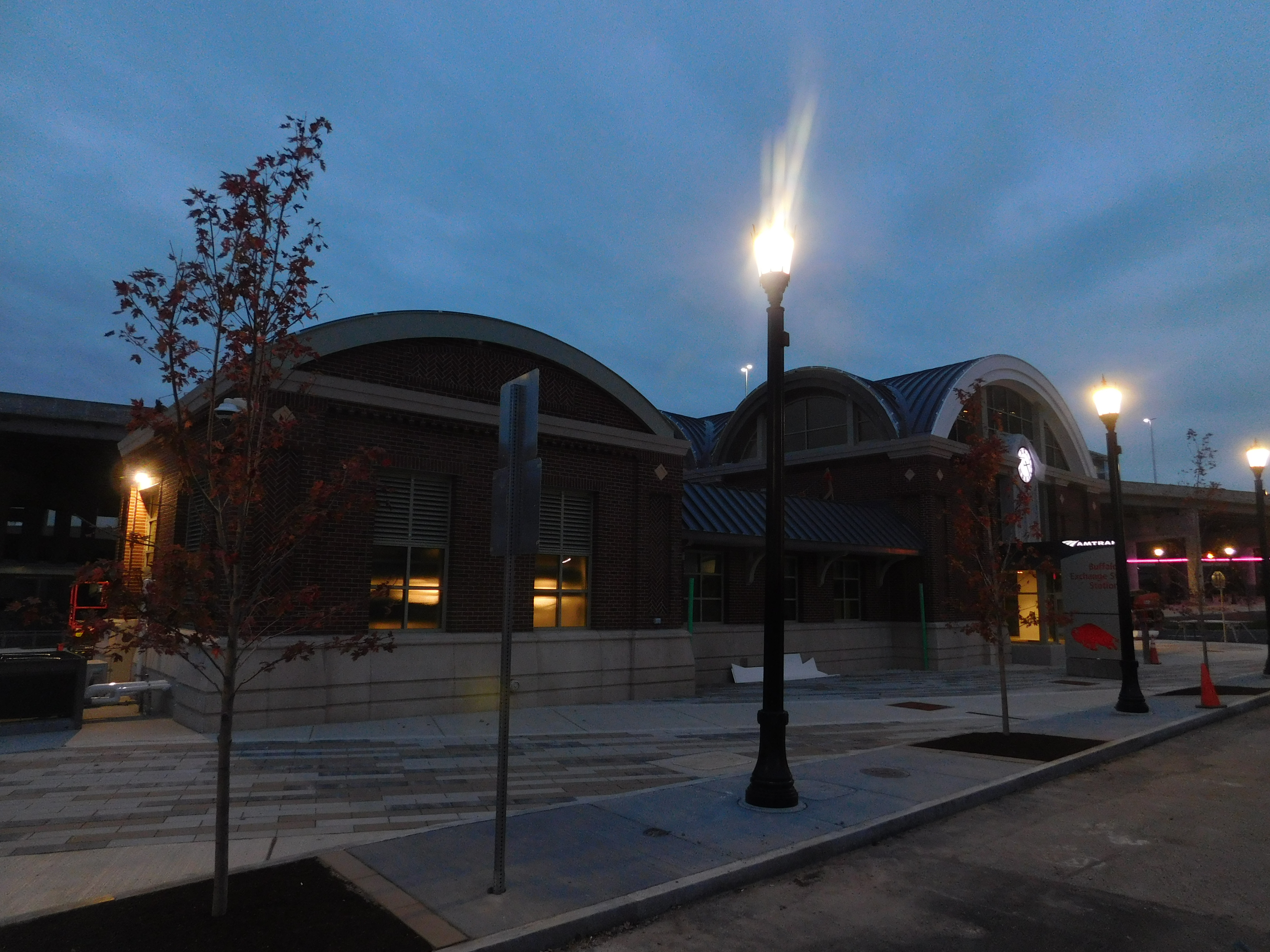
バッファロー・エクスチェンジ通り駅

アムトラックのバッファロー・エクスチェンジ通り駅はエクスチェンジ通り75にある。バッファロー・エクスチェンジ通り駅には下記の列車が停車する。
トロントとニューヨーク間の昼行国際列車メイプルリーフ号…1日1往復停車
ニューヨーク州ナイアガラフォールズとニューヨーク間の昼行中距離列車エンパイア・サービス…1日2往復停車（ナイアガラフォールズまで運行する便が当駅に停車）
ナイアガラの滝の観光客が利用する。

### ライトレール

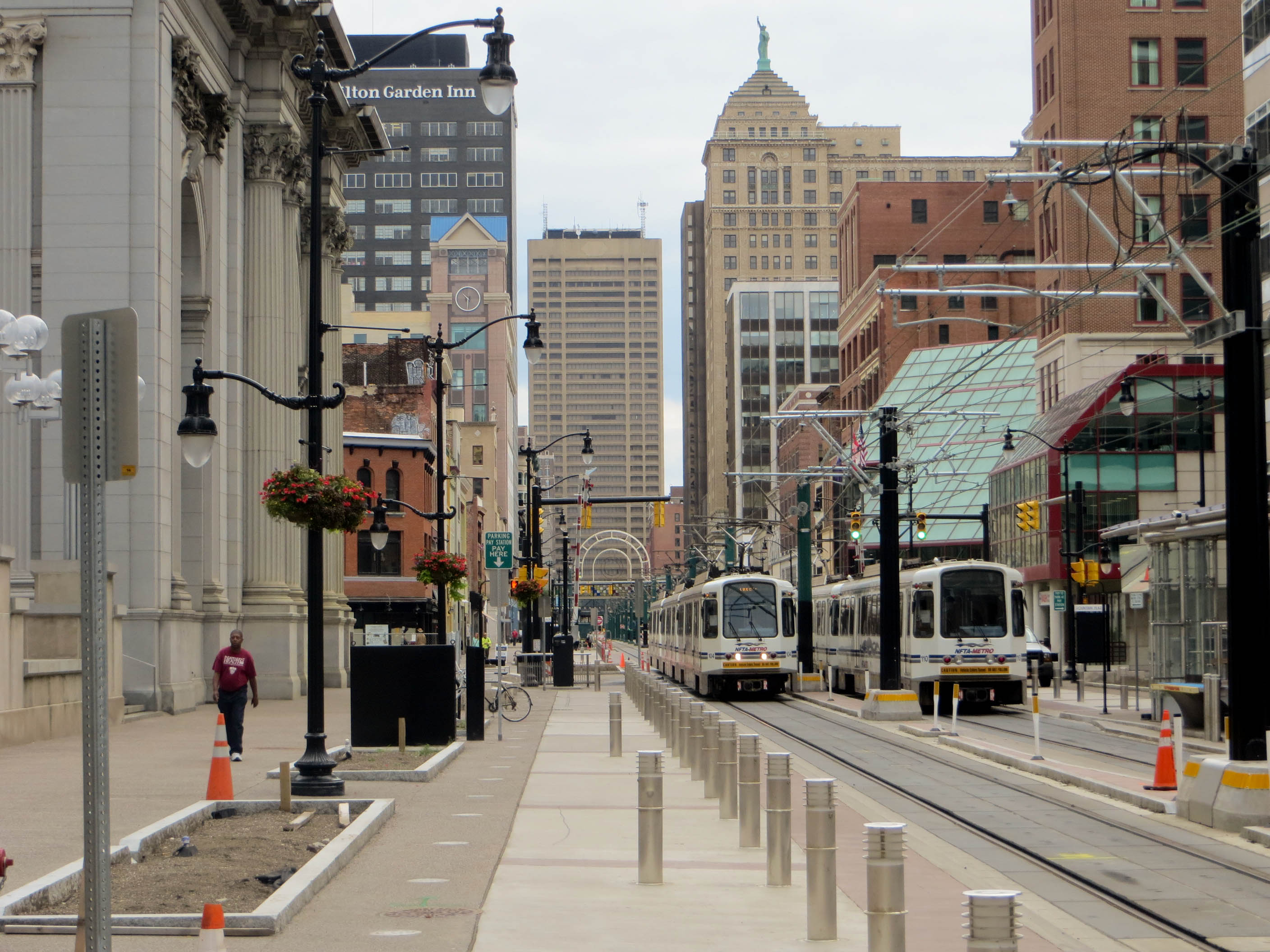
バッファロー メトロレール

市内および周辺の交通としては、ナイアガラ・フロンティア交通局（NFTA）が路線バスとバッファロー・メトロレールというライトレールの路線を運営している。無料のメインストリート・メトロレールも運営している。なお、バッファロー・メトロレールの車両は1983年に導入された東急車輛（現・総合車両製作所）が製造した車両である。

### バス
路線バスはナイアガラ・フロンティア交通局により運行されている。同局によりナイアガラフォールズへのバスも運行されている。ダウンタウンにあるグレイハウンドのターミナルからは、クリーブランド・ニューヨーク・ボストンなどの主要都市のほか、ロチェスター・シラキューズ・州都オールバニといった州内主要都市、さらにはナイアガラフォールズへもバスの便がある。

### 道路
道路は、ニューヨーク・ステート・スルーウェイが通っており、ニューヨーク州の主要都市と結ばれている。

## 大学
- ニューヨーク州立大学バッファロー校：大規模な州立大学
- カニシャス大学：私立のリベラル・アーツ・カレッジ

## スポーツ
バッファロー市はNFLのバッファロー・ビルズ、及びNHLのバッファロー・セイバーズの本拠地である。但し、ビルズの本拠地は1973年以降は一貫してバッファローから南東に20km程離れたオーチャードパークに所在している。
他のローカルチームは野球のインターナショナルリーグのバッファロー・バイソンズ、及び インドアラクロスのバッファロー・バンディッツも含んでいる。
NBAに所属するロサンゼルス・クリッパーズは、1970年から1978年までバッファロー・ブレーブスとして活動していた。その後サンディエゴに移転し、現在はロサンゼルスにある。AFLのバッファロー・デストロイヤーズは移動しバッファローを長く本拠地としていない。
また、バッファローはアメリカ北東部と五大湖地区をテリトリーとしたプロレス団体『NWF』（National Wrestling Federation）の本部所在地でもあり、1970年代にはジョニー・パワーズらを中心に盛んに興行が行われたところでもあった。

## 人口動勢
以下は2000年国勢調査における人口統計データである。
| 基礎データ - 人口: 292,648人 - 世帯数: 122,720世帯 - 家族数: 67,005家族 - 人口密度: 2,782.4/km2（7,205.8/mi2） 収入と家計 - 収入の中央値 - 世帯: 24,536米ドル - 家族: 30,614米ドル - 性別 - 男性: 30,938米ドル - 女性: 23,982米ドル - 人口1人当たりの収入: 14,991米ドル - 貧困線以下 - 対人口: 26.6% - 対家族数: 23.0% - 18歳未満: 38.4% - 65歳以上: 14.0% | 年齢別人口構成 - 18歳未満: 26.3% - 18-24歳: 11.3% - 25-44歳: 29.3% - 45-64歳: 19.6% - 65歳以上: 13.4% - 年齢の中央値: 34歳 - 性比（女性100人あたりの男性の人口） - 総人口: 88.6 - 18歳以上: 83.5 人種別人口構成 - 白人: 54.43% - アフリカン・アメリカン: 37.23% - ネイティブ・アメリカン: 0.77% - アジア人: 1.40% - 太平洋諸島系: 0.04% - その他の人種: 3.68% - 混血: 2.45% - ヒスパニック・ラテン系: 7.54% |

## 治安

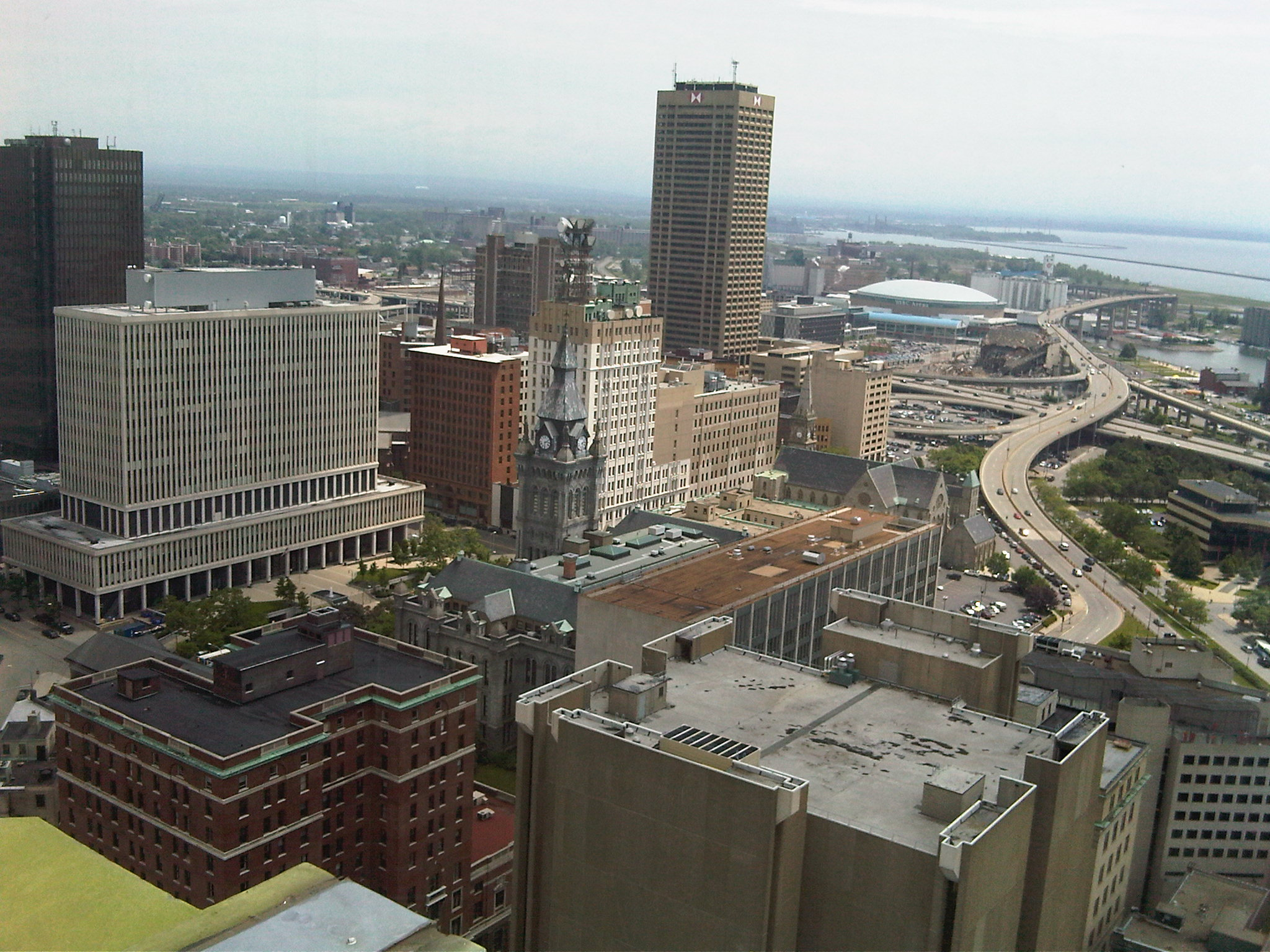
ダウンタウン

なお、同市郊外のアマーストは、「全米で最も安全な都市」として知られる。モーガン・クイットノー社の「全米の安全な都市」ランキングでは1996年から2005年までの10年間において7度のベスト1を含め、常にベスト3位以内を維持している。その反面、バッファロー中心部の治安はアメリカの中でも特に最悪で年々悪化している状態であるため、十分な注意が必要である。また、火事等の後放棄されるビルが多く、事態を一層悪化させている。
2022年5月14日、バファロー市内のスーパーマーケットでバッファロー銃乱射事件が発生。10人が死亡、3人が負傷した。容疑者は白人の18歳の男性で、犠牲者の多くは黒人であったことからヘイトクライムが背景にあるとみられた。

## 姉妹都市・提携都市
- ケープ・コースト、ガーナ
- 金沢市、日本（1962年12月18日）
- キリャト・ガト、イスラエル
- ジュバ、南スーダン
- ジェシュフ、ポーランド（1975年6月2日）
- シエーナ、イタリア（1961年）
- セント・アン教区、ジャマイカ（2007年）
- 全州市、大韓民国（2011年）
- トヴェリ、ロシア（1989年）
- ドルトムント、ドイツ（1972年）
- トッレマッジョーレ、イタリア
- ドロホブィチ、ウクライナ（2001年）
- ホールリウカ、ウクライナ（2007年）
- ペスカッセロリ、イタリア
- マリーリア、ブラジル
- リール、フランス（1989年）
- ロンドンデリー (北アイルランド)、イギリス